# Rajmund Kazimierz Łaszczyński
Rajmund Kazimierz Łaszczyński herbu Wierzbna (ur. 1 września 1921 w Warszawie, zm. 26 października 1994 w Warszawie) – polski inżynier, żołnierz Armii Krajowej, powstaniec warszawski. 

## Życiorys
Był synem Mariana i Władysławy z domu Olejnik. Po ukończeniu Liceum im. Zgromadzenia Kupców m. Warszawy podjął studia na Wydziale Elektrycznym w Państwowej Wyższej Szkole Technicznej, a po wojnie na Politechnice Warszawskiej, uzyskując w 1947 r. dyplom magistra nauk technicznych, inżyniera elektryka.
W sierpniu 1939 r. został powołany do służby w Junackim Hufcu Pracy pod Sieradzem, gdzie pracował do pierwszych dni wojny przy budowie betonowych stanowisk CKM nad Wartą. Wraz z wycofującymi się wojskami dotarł 14 września do Warszawy, gdzie zaciągnął się do formowanej Samodzielnej Kompanii Obrony Warszawy im. Stefana Starzyńskiego. Do dnia kapitulacji brał czynny udział w obronie Stolicy.
Rajmund Łaszczyński wstąpił do konspiracji 2 lipca 1940 r. (przyjmując pseudonim „Łukasz”) do III Batalionu Łączności (AK) pod dowództwem kpt. Kazimierza Dytkowskiego ps. „Dionizy"-"Leliwa” w Okręgu Warszawa. W okresie 1940–1941 r. odbył przeszkolenie w Dywizyjnej Szkole Podchorążych WKSB (Wojskowy Korpus Służby Bezpieczeństwa) w Warszawie – dzielnica Powązki, którą ukończył w stopniu plutonowego podchorążego. Do wybuchu powstania warszawskiego brał czynny udział w wielu akcjach dywersyjno – sabotażowych w ramach działalności WKSB. Między innymi z jego inicjatywy i pod jego kierownictwem zniszczony został 14 grudnia 1940 r. samochód dostawczy z transportu wojennego przeznaczonego na front wschodni, a chwilowo stacjonujący przed gmachem YMCA na ul. M. Konopnickiej 6. Grupa sabotażowa kierowana przez Rajmunda Łaszczyńskiego zajmowała się wytwarzaniem ładunków wybuchowych z czasowym opóźnieniem, aparatów podsłuchowych, zamachami bombowymi, działalnością dywersyjną na terenie Warsztatów Naprawczych Junkersa Jumo-MS (Junkers Motorenbau) przy lotnisku Okęcie (w 1941 r.), gdzie wspólnie z kolegami „remontował” silniki Stukasów i Messerschmittów stosując przy naprawie uszkodzone podzespoły. Jego zastępcą był sierż. podchorąży Mirosław Kulejawski „Arłaczewski”. Po pięciomiesięcznej działalności sabotażowej grupa Łaszczyńskiego wycofała się z pracy na Okęciu bez strat. W 1942 r. Rajmund Łaszczyński wykonał sprzęt i prowadził nasłuch radiowy wraz z łącznikiem Józefem Rossą ps. „Ryszard” w niemieckim przedsiębiorstwie naprawy radioodbiorników Bauleitung I na Okęciu. Informacje z nasłuchu stacji BBC-Londyn przekazywane były do samodzielnego Batalionu Łączności Korpusu Bezpieczeństwa Armii Krajowej.
W czasie powstania warszawskiego od 1 sierpnia 1944 r. walczył początkowo w zgrupowaniu „Żyrafa” na Żoliborzu, a od 16 sierpnia do 1 września – w kompanii por. „Dana”. a po jego śmierci pod Dworcem Gdańskim – w Powstańczych Oddziałach Specjalnych „Jerzyki” por. „Jerzego” (ppłk. rez. Jerzego Strzałkowskiego), podległych Grupie Kampinos AK dowodzonej przez kpt. „Szymona” (ppłk. rez. Józefa Krzyczkowskiego). Brał udział w walkach: pod Sierakowem, Truskawką, Pociechą, w dwukrotnym ataku na Dworzec Gdański, w akcjach na magazyny Waffen-SS na terenie Instytutu Chemicznego na Żoliborzu, stanowiska artyleryjskie na Burakowie i innych. W bitwie na linii Sieraków – Pociecha wykonując zadania bojowe jako celowniczy CKM w sekcji plut. podch. „Barona” (Juliana Wojtasa) został ciężko ranny od wybuchu pocisku artyleryjskiego i ewakuowany przez służbę sanitarną. Podczas kolejnego ataku wojsk hitlerowskich SS i własowców z brygady RONA punkt sanitarny został opanowany przez przeważające siły wroga, a obecni w nim powstańcy wzięci do niewoli.
Po tygodniowym pobycie w punkcie sanitarnym Czerwonego Krzyża w obozie przejściowym w Pruszkowie (Durchgangslager Dulag 121) został deportowany do obozu karnego w Dessau-Roßlau na terenie Niemiec, gdzie przebywał w bardzo ciężkich warunkach do czasu wyzwolenia przez Armię Amerykańską w dniu 26 kwietnia 1945 r. 
Rajmund Kazimierz Łaszczyński zmarł 26 października 1994 r. w Warszawie. Został pochowany w grobie rodzinnym na cmentarzu Wawrzyszewskim w Warszawie. Z małżeństwa z Marią z Zaleskich miał dwóch synów – Jerzego (1947) i Marka (1949) oraz córkę Grażynę (1950).

## Odznaczenia
- Krzyż Srebrny Orderu Wojennego Virtuti Militari
- Krzyż Kawalerski Orderu Odrodzenia Polski – za działalność zawodowo-społeczną
- Srebrny Krzyż Zasługi z Mieczami
- Krzyż Partyzancki
- Krzyż Armii Krajowej
- Warszawski Krzyż Powstańczy
- Medal za Warszawę 1939–1945
- Medal Zwycięstwa i Wolności 1945
- Odznaka Grunwaldzka
- Medal Wojska – czterokrotnie
- Medal „Za udział w wojnie obronnej 1939”;
- Złota Odznaka „Zasłużony Pracownik Łączności”
- Brązowa Odznaka „Zasłużony Działacz LOK”